# Wiadomości Wojskowe
Wiadomości Wojskowe (în traducere „Știri militare”) a fost o revistă militară poloneză publicată în anul 1917, mai întâi la Kiev și apoi la Minsk.

## Istoric
Revista a avut inițial o apariție săptămânală și a fost redactată de Societatea Poloneză de Cunoștințe Militare (Towarzystwo Polskiej Wiedzy Wojskowej), din 16 aprilie 1917 la Kiev și apoi din 2 octombrie 1917 la Minsk. Redactorul șef al său a fost Henryk Bagiński. Tipărirea acestei publicații a avut loc pentru o vreme în tipografia ziarului ceh Čechoslovan, care apărea la Kiev sub conducerea redactorului șef Věnceslav Švihovský, era destinat prizonierilor de război cehi și slovaci și milita pentru eliberarea popoarelor ceh și slovac de sub dominația Austro-Ungariei. Tipografia cehă a servit, de asemenea, pentru publicarea ziarului România Mare al prizonierilor români transilvăneni și bucovineni și pentru tipărirea a zeci de mii de manifeste în limba română, care au fost aruncate din avioane deasupra liniilor frontului pentru a-i îndemna pe militarii români să dezerteze din regimentele austro-ungare și să treacă de partea aliaților.
Wiadomości Wojskowe era adresată în primul rând ofițerilor polonezi și, conform programului asumat, trebuia să se concentreze pe prezentarea artei militare, cu un accent deosebit pe chestiunile tactice. În paginile revistei au fost publicate articole despre istoria militară, despre activitățile educaționale desfășurate în cadrul unităților militare poloneze și despre sprijinul diverselor organizații și instituții pentru armată. Textele publicate în revistă subliniau caracterul național al Armatei Poloneze.